# Roberto Kettlun
Roberto Karin Pesce Kettlun (Santiago del Cile, 25 luglio 1981) è un calciatore cileno naturalizzato palestinese, centrocampista dell'Al-Ahli Al-Khalil.

## Biografia
Nato a Santiago del Cile il 25 luglio 1981.
Da agosto 2011 si è trasferito al Città di Brindisi del presidente Roberto Quarta.

## Palmarès

### Club

#### Competizioni nazionali
- Serie D: 1

Brindisi: 2008-2009

#### Competizioni regionali
- Eccellenza: 1

Teramo: 2009-2010